# 内海つかさ
内海 つかさ（うちうみ つかさ、1992年12月21日 - ）は、日本の元子役・元女優。埼玉県八潮市出身。

## 来歴・人物
- ドラマ『美空ひばり誕生物語』『新キッズ・ウォー』への出演で知られる。
- ドラマ『新キッズ・ウォー』では、自身を目の敵にする教師達や執拗な虐めをする一部の同級生達にも負けず、強い意志を以て漫画家を目指す少女・秋野未来の役を演じた。

## 出演作品

### テレビドラマ
- おばさんデカ 桜乙女の事件帖12（2003年12月26日、フジテレビ）- 中村萌 役[1]
- 美空ひばり誕生物語　おでことおでこがぶつかって（2005年5月29日、TBS）- 加藤和枝 役
- 新キッズ・ウォー（2005年8月1日 - 9月30日、CBC）- 秋野未来 役

### 吹き替え
- 菊花の香り 〜世界でいちばん愛されたひと〜
- シルバーホーク